# Gruppo di Harpstedt-Nienburg
[[Image:ArcheologicalCulturesOfCentralEuropeAtEarlyPreRomanIronAge.png|thumb|Prima parte dell'età del ferro:

      - Età del bronzo scandinava
      - Cultura di Jastorf
     - Gruppo di Harpstedt-Nienburg
      - Gruppi celtici
      - Cultura pomeranica
      - Cultura delle urne a forma di casa
      - Cultura baltica orientale
     - Cultura baltica occidentale
     - cultura di Milogrady
     - Gruppimestoni]]

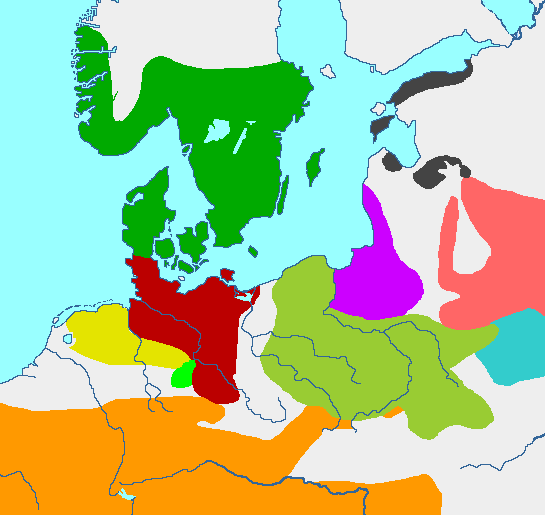
Prima parte dell'età del ferro:
- Età del bronzo scandinava
- Cultura di Jastorf
- Gruppo di Harpstedt-Nienburg
- Gruppi celtici
- Cultura pomeranica
- Cultura delle urne a forma di casa
- Cultura baltica orientale
- Cultura baltica occidentale
- cultura di Milogrady
legenda|444444|- Gruppimestoni

Il Gruppo di Harpstedt-Nienburger indica una cultura materiale dell'Età del Ferro diffusasi nel nord-ovest della Germania, fra il fiume Ems e l'Elba, con il proprio centro presso il medio corso del Weser.
Il nome di questo facies archeologica deriva dal ritrovamento di una serie di sepolture a tumulo nel XIX secolo presso Nienburg-Erichshagen e da urne funerarie a Harpstedt.
Questa cultura materiale si pone a cavallo fra la cultura più meridionale di La Tène e la cultura più settentrionale di Jastorf. 
Tuttavia in generale il Gruppo di Harpstedt-Nienburger si mantiene piuttosto legato alla tradizione precedente, dell'Età del Bronzo, con pochi cambiamenti, sia a livello artistico, nella produzione materiale, sia a livello sociale, con una esigua differenziazione delle classi sociali. Questo gruppo è definito come un primo stadio della cultura germanica successiva.

## Descrizione
Per quanto riguarda la cultura materiale del Gruppo di Harpstedt-Nienburger non si tratta di una produzione fortemente omogenea. Esistono infatti molte variazione regionali. Gli insediamenti erano costituiti da capanne e case lunghe, mentre nella zona meridionale, troviamo insediamenti fortificati, simili agli Oppida, influenzati dai vicini meridionali della cultura di La Tène. Per quanto riguarda il culto dei morti, è diffusa l'incinerazione e la conservazione delle ceneri in singole urne. Anche se in alcuni luoghi, tali sepolture venivano affiancate alla sepoltura in una urna sotto un tumulo.